# Неделко Чабринович
Неделко Чабринович (на сръбски: Недељко Чабриновић) е босненски сърбин, революционер и деен участник в покушението срещу австро-унгарския престолонаследник Франц Фердинанд, което изиграва ролята на формален повод за започване на Първата световна война. Той първи хвърля бомба по високопоставената особа и въпреки че не успява да го улучи, неговите другари довършват започнатото дело.

## Биография
Неделко Чабринович е роден в Сараево на 2 февруари 1895 г. Той е най-голямото от петте деца на баща си от първия му брак. Баща му има малък снабдителски бизнес в покрайнините на града. Грубостта и физическото насилие на баща му го карат да напусне родния си дом и да прекъсне учение още в тийнейджърските си години. Той работи като ключар и тенекеджия преди да се установи като графичен работник.
Останал от най-ранна възраст да се препитава сам, той бързо осъзнава тежкото социално положение на работническата класа и се включва в борбата против „класата на експлоататорите“. Участник е в редица стачки в Сараево и други градове на Босна и Херцеговина, заради което бил преследван и годнен от тези градове. Започва да чете разнообразна литература, за да се образова, живее в Загреб и Триест с надеждата да намери някаква финансова стабилност. Накрая се установява в Белград, където си намира мако по-добра работа. Там се запознава с анархистичната литература. По негови сметки 90-те динара, които изкарва на месец едва му стигат за наем и за храна, а не може дори да помисли за книги, които за него са „единствената искра на живота.“
По това време се запознава с Гаврило Принцип и през 1912 г. се присъединява към тайната военна националистическа организация „Черната ръка“. Две години по-късно „Черната ръка“ с помощта на босненската младежка организация „Млада Босна“ организира покушение на ерцхерцога Франц Фердинанд, в което като пряк участник е въвлечен и Неделко Чабринович. По това време той е вече сериозно болен от туберкулоза и не вижда никакви жизнени перспективи пред себе си, освен да отдаде и последните си сили на кауза, която според него си заслужава всички жертви – добиването на независимост за Босна и Херцеговина и обединяване на всички южни славяни в една независима от външни сили дръжава под скиптъра на сръбския крал.

### Сараевски атентат
В края на юни Франц Фердинанд посещава Босна и Херцеговина, за да наблюдава военните маневри в района. На 28 юни 1914 г. в 10:10 часа той, заедно със съпругата си и своята свита, слиза на гарата в Сараево и се настанява в една от шестте приготвени за посрещането представителни коли. Автомобилният кортеж се движи бавно сред тълпите насъбрали се хора, дошли лично да видят и да приветстват своите управници. Гюруците са спуснати, за да се видят по-добре лицата на височайшите гости. Идеална възможност за покушение. И атентаторите не пропускат да се възползват. Сред посрещачите по крайбрежната уличка „Апел“ са заели мястото си през определено разстояние седмина членове на „Млада Босна“. Всеки от тях е снабден с оръжие и капсула с цианид и е инструктиран да действа при първа възможност, а след акцията незабавно да погълне капсулата, за да не може полициата да го залови жив и да влезе по следите на цялата организация. Пръв в редицата е Мухамед Мехмедбашич, но той не се решава да действа. Следващият, покрай когото минава кортежът, е Васо Чубрилович, но и той не предприема действие. Трети, близо до полицейския участък, е Неделко Чабринович. Той не се разколебава, мята по колите ръчната граната, с която е снабден, но поради недостатъчната подготовка, а и поради блъскането на навалицата, не улучва ерцхерцога и бомбата избухва в гумите на следващата кола, третата по ред. Шофьорът загива на място, а двама от пътуващите са сериозно ранени. Наранявания от шрапнелите получават и част от близкостоящите посрещачи. Настъпва суматоха, тълпата се насочва във всички посоки, колите ускоряват ход доколкото могат и останалите чакащи своя ред атентатори нямат възможност да действат.
След мятането на бомбата Чабринович бързо гълта капсулата, но след като не усеща никакво действие, се насочва към близката река Миляцка. Тя обаче по това време на годината е съвсем плитка. Виждайки, че и това не е изход, се опитва да избяга, но паникьосаната тълпа се нахвърля отгоре му, избива го и го предава на полицията.
Няколко часа по-късно австрийският престолонаследник наистина е убит от друг участник в атентата – Гаврило Принцип, – който стреля в него почти в упор от наличния си пистолет. Това се случва, когато тежкият автомобил на високопоставените гости се опитва на бавна скорост да направи обратен завой, за да се насочи към болницата, където са настанени ранените от бомбената атака австрийски служители и босненски посрещачи. Ампулата на Гаврило Принцип също не подейства и той е пребит от тълпата и предаден на полицията. По-късно бива арестуван и оперативния организатор на покушението Данило Илич, като по всяка вероятност именно той се огъва и издава останалите членове на младобосненското формирование.

### Присъда
След атентата полицията арестува не само преките участници, но и повечето членове на „Млада Босна“. През октомври месец същата година се провежда процес, на който повечето са признати за виновни. Петима са осъдени на обесване, като двама впоследствие са помилвани от самия император Франц Йосиф. Останалите, поради неизпълнено пълнолетие (навършени 21 години) или поради по-малката роля в подготовката на атентата са осъдени на дълги години тъмничен затвор. Деветима са оправдани, а един успява да избяга. Младежката организация е разформирована и обявена извън закона.
Деянието на Неделко Чабринович влече след себе си най-тежката възможна присъда – обесване. Но поради своето непълнолетие по австроунгарските закони, получава максимален срок тъмничен затвор – 20 години. Суровите условия в затвора само още повече влошават здравословното му състояние. Умира десетина дни преди да навърши 21 години – на 20 януари 1916 г. в затвора в крепостта Терезиенщат.
Деянието на Чабринович е счетено за толкова опасно, че освен него властите преследват и семейството му. Родителите му държани за известно време в ареста. Майка му умира в затвора, а баща му е интернира в Босненска Крайна. Скоро след това той се жени за една вдовица, от която има дъщеря Душанка и син, който умира много млад. Бащата на Неделко умира през 1930 г. като резултат от насилието в Сараевския затвор. По-късно през същата година вдовицата му, заедно с децата им, се преселва в Белград.
|  | Тази страница частично или изцяло представлява превод на страницата Nedeljko Čabrinović в Уикипедия на английски. Оригиналният текст, както и този превод, са защитени от Лиценза „Криейтив Комънс – Признание – Споделяне на споделеното“, а за съдържание, създадено преди юни 2009 година – от Лиценза за свободна документация на ГНУ. Прегледайте историята на редакциите на оригиналната страница, както и на преводната страница, за да видите списъка на съавторите. ВАЖНО: Този шаблон се отнася единствено до авторските права върху съдържанието на статията. Добавянето му не отменя изискването да се посочват конкретни източници на твърденията, които да бъдат благонадеждни. |